# Mishawaka
Mishawaka is een plaats (city) in de Amerikaanse staat Indiana, en valt bestuurlijk gezien onder St. Joseph County.
Er bevindt zich de Saint-Bavo Church, genoemd naar Bavo van Gent, een christelijke heilige.  
Het Battell Park is vernoemd naar een van de stichters van de voormalige nederzetting Atlantic City.

## Naamgeving
De plaatsnaam Mishawaka stamt af van het Indiaanse woord voor stroomversnellingen. Dit verwijst naar de stroomversnellingen in de St. Josephrivier.
Er is tevens een verhaal dat de naam koppelt aan een Indiaanse prinses Mishawaka. Dit verhaal lijkt echter vooral bedacht te zijn met het doel om toeristen te trekken.

## Geschiedenis
In 1832 trof William Earl ijzeroer aan aan de zuidzijde van de St. Josephrivier. Voor zijn opdrachtgever Alanson M. Hurd was dit de aanleiding om op die locatie een staalfabriek te bouwen. Hij verscheepte vanuit Detroit bouwmaterialen en een hoogoven om de fabriek mee te kunnen opbouwen. Bij de fabriek verrees een nederzetting voor de werknemers en zowel de fabriek als de nederzetting droegen de naam St. Joseph Iron Works.
Eind 1833 kregen de nederzetting en het postkantoor officieel de naam Mishawaka. Hurds medewerker A.V. Yerrington had de staat Indiana om deze naamswijziging gevraagd. Yerrington werd tevens de eerste postbeambte. In 1835 volgde de officiële erkenning van Mishawaka.
Op de noordelijke oever werd in 1836 de plaats Indiana City gesticht. Om de wildgroei aan nederzettingen in te dammen besloot de staat om alle woonkernen die rondom de staalfabriek waren ontstaan, samen te voegen tot één plaats met de naam Mishawaka.
In 1851 kreeg Mishawaka een station aan de nieuwe spoorlijn van de Michigan Southern and Northern Indiana Railroad.
Mishawaka ontwikkelde zich tot een industriestad en ontving veel immigranten uit België en Italië. Toen in 1856 het ijzeroer uitgeput raakte, legde de staalfabriek zich toe op fabricage van onder andere ploegen en landbouwwerktuigen. In 1903 wijzigde de naam in Mishawaka Plow Company.

## Demografie
Bij de volkstelling in 2000 werd het aantal inwoners vastgesteld op 46.557.
In 2006 is het aantal inwoners door het United States Census Bureau geschat op 48.912, een stijging van 2355 (5.1%).

## Geografie
Volgens het United States Census Bureau beslaat de plaats een oppervlakte van
41,6 km², waarvan 40,7 km² land en 0,9 km² water.

## Plaatsen in de nabije omgeving
De onderstaande figuur toont nabijgelegen plaatsen in een straal van 8 km rond Mishawaka.